# Biesenthal
Biesenthal è una città di 6 120 abitanti del Brandeburgo, in Germania.

Appartiene al circondario del Barnim ed è capoluogo dell'Amt Biesenthal-Barnim.

## Società

### Evoluzione demografica
- Sviluppo della popolazione dal 1875 entro gli attuali confini (Linea Blu: Popolazione; Linea puntata: Confronto dello sviluppo della popolazione dello stato del Brandenburgo; Sfondo grigio: Ai tempi del governo nazista; Sfondo rosso: Al tempo del governo comunista)
- Sviluppo recente della popolazione (Linea blu) e previsioni

## Geografia antropica
Alla città di Biesenthal appartiene la frazione (Ortsteil) di Danewitz.